# スズキ・ヴェローナ

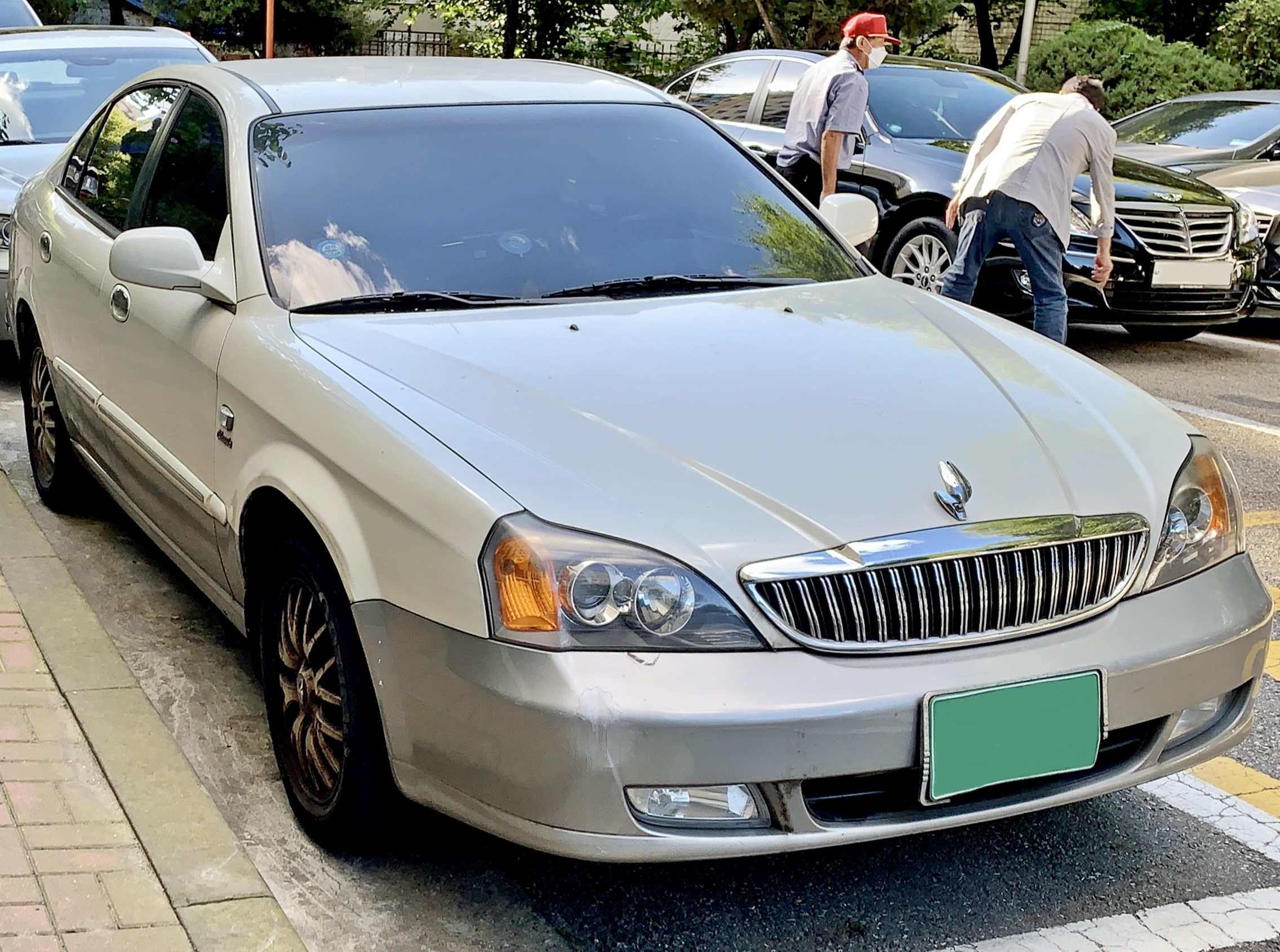
ヴェローナ

ヴェローナは、スズキがアメリカ合衆国とカナダで販売していた中型セダンである。シボレー・エピカ（大宇・マグナス）のOEMである（エピカはベトナムでも販売している。）。詳細はシボレー・エピカを参照。

## 概要
ヴェローナは、2002年～2006年まで販売していた。ただし、エピカは2006年モデルもあった。

## 歴史
2002年（V200型）、米国・カナダで販売開始。
2006年、2006年限りで生産終了。

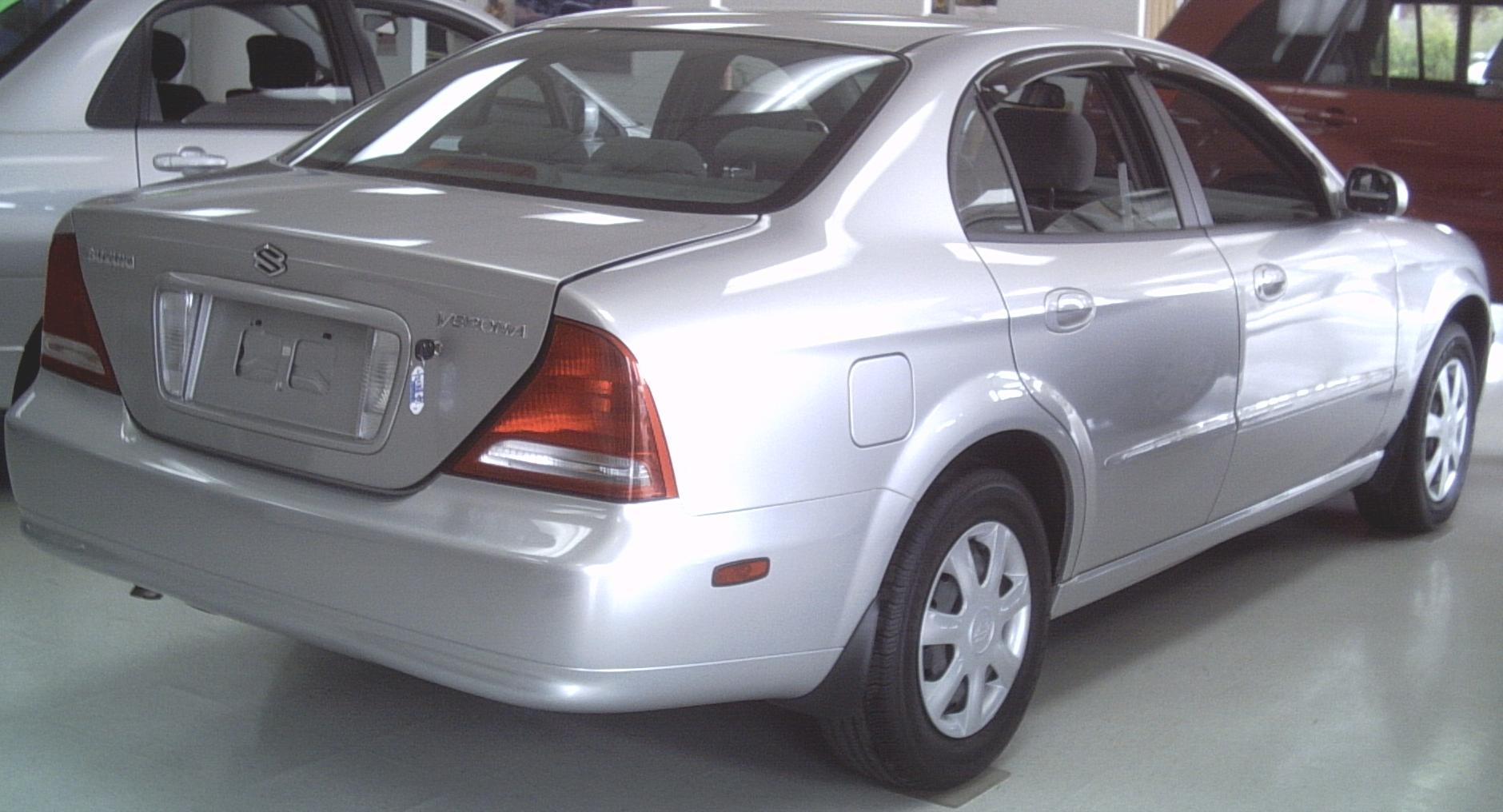
リア
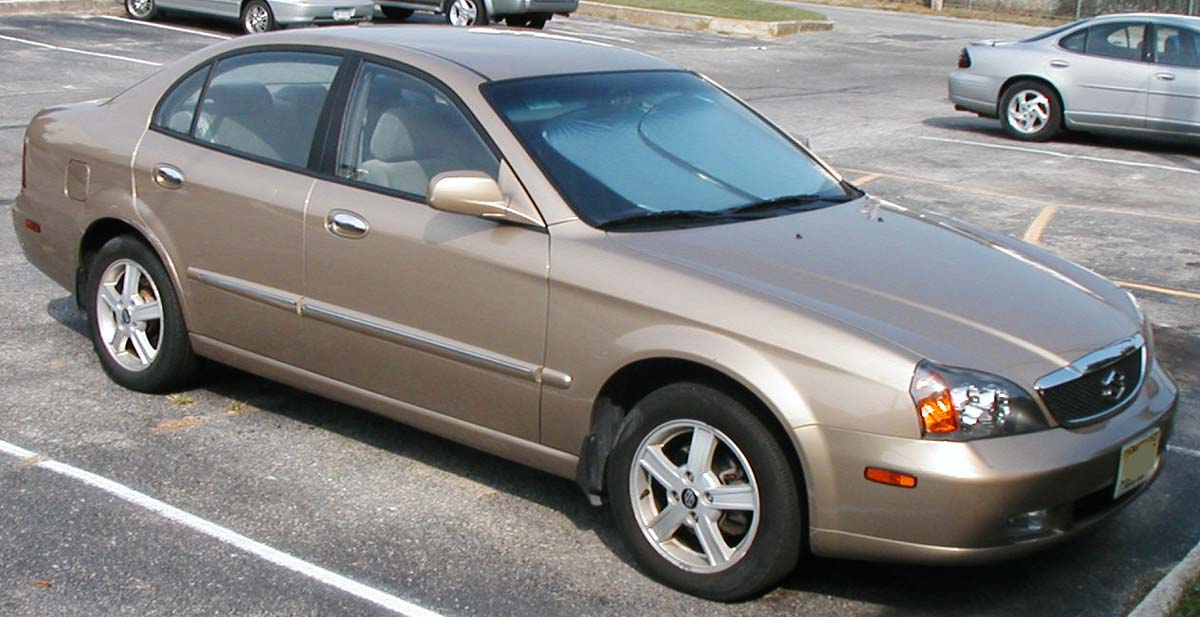
前期型
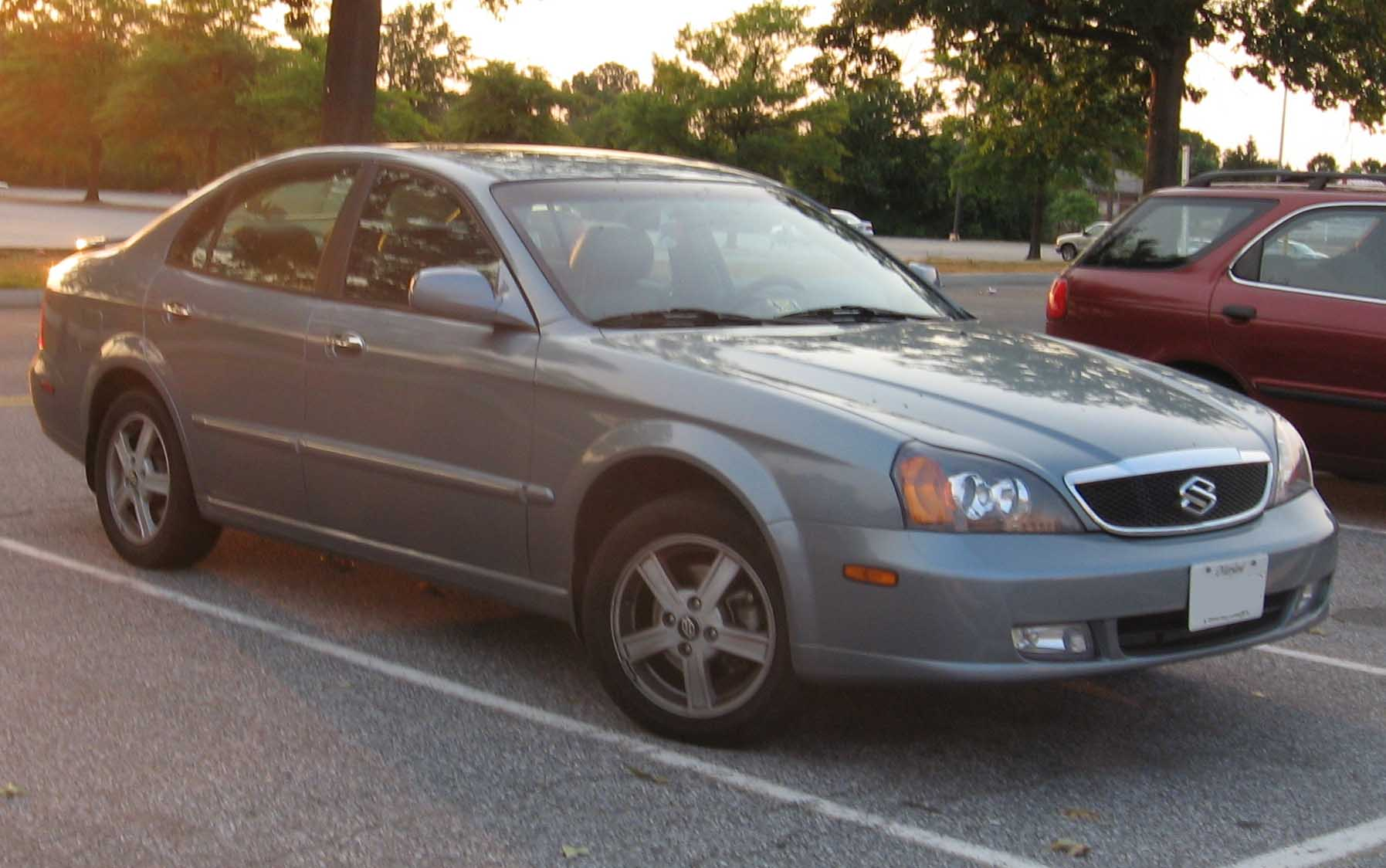
後期型